# Lục Ba
Lục Ba là một xã thuộc huyện Đại Từ, tỉnh Thái Nguyên, Việt Nam.

## Địa lý
Xã Lục Ba nằm gần trung tâm huyện Đại Từ, cách trung tâm huyện 4 km và có vị trí địa lý:
- Phía đông giáp xã Tân Thái
- Phía tây giáp xã Bình Thuận và xã Mỹ Yên
- Phía nam giáp các xã Ký Phú, Vạn Thọ và Văn Yên
- Phía bắc giáp xã Bình Thuận.

Xã Lục Ba có diện tích 13,50 km², dân số năm 1999 là 3.903 người, mật độ dân số đạt 289 người/km².
Tỉnh lộ 261 nối thị trấn Hùng Sơn với thành phố Phổ Yên chạy qua địa bàn xã.

## Hành chính
Xã Lục Ba được chia thành 8 xóm: Bẫu Châu, Gò Lớn, Đồng Mưa, Đầm Giáo, Văn Thanh, Thành Lập, Bình Hương, Hà Thái.

## Kinh tế - xã hội
Lục Ba là một trong 19 xã thuộc vùng ATK tỉnh Thái Nguyên.
Do nằm sát hồ Núi Cốc, một hồ nước nhân tạo phục vụ cho mục đích thủy lợi nên nhiều diện tích của xã Lục Ba bị nước ngập trong mùa nước lên, từ 75,1 ha chỉ còn khoảng 65 ha. Địa hình của xã lại có nhiều đồi núi thấp và mấp mô, nên việc phát triển nông nghiệp gặp nhiều khó khăn.
Xã còn có 1 khu chợ và khu tái định cư cho người dân di chuyển từ khu vực Hồ Núi Cốc. Chợ nằm ở bên phải bắt đầu đi vào hoạt động từ ngày 30 tháng 9 năm 2015. Khu tái định cư nằm bao quanh sân vận động Gò Tròn.